# Lydia Jele
Lydia Jele, född 22 juni 1990, är en friidrottare från Botswana. Hon deltog vid olympiska sommarspelen 2016.